# Episparis
Episparis là một chi bướm đêm thuộc họ Erebidae.

## Loài
- Episparis angulatilinea Bethune-Baker, 1906
- Episparis penetrata Walker, [1857]